# Beszámítás
A beszámítás a szerződések jogában a szerződés teljesítésével összefüggő jogintézmény). A beszámításra Magyarországon a magyar Polgári Törvénykönyv rendelkezései vonatkoznak.

## A hatályos szabályozás
A beszámításról a hatályos Polgári Törvénykönyv (2013. évi V. törvény) X. Fejezete rendelkezik. 
Ennek főbb szabályai:

### Pénzkövetelések beszámítása
A kötelezett pénztartozását úgy is teljesítheti, hogy a jogosulttal szemben fennálló lejárt pénzkövetelését a jogosulthoz intézett jognyilatkozattal a pénztartozásába beszámítja. A beszámítás erejéig a kötelezettségek megszűnnek.

### Pénzkövetelések beszámításának korlátai
Az elévült pénzkövetelést is be lehet számítani, ha a beszámítani kívánt pénzkövetelés elévülése a pénztartozás esedékessé válásának időpontjában még nem következett be. Végrehajtható okirattal vagy egyezséggel meghatározott, továbbá közokiratba foglalt pénzkövetelésbe ugyanilyen pénztartozást lehet beszámítani. Végrehajtás alól mentes pénzköveteléssel szemben olyan pénztartozást lehet beszámítani, amely a pénzköveteléssel azonos jogalapból ered. 

### A beszámítás kizártsága
Beszámításnak nincs helye
- a) tartásdíj- és járadékköveteléssel szemben, a túlfizetés esetét kivéve; és
- b) a szándékosan okozott kár megtérítésére irányuló pénzköveteléssel szemben.[6]

A bírósági eljárásban nem érvényesíthető pénzkövetelés beszámításának nincs helye. 

### A beszámítás szabályainak alkalmazása nem pénzkövetelés esetén
A beszámítás szabályait megfelelően alkalmazni kell akkor is, ha a kötelezett a jogosulttal szemben fennálló bármely más egynemű és lejárt követelését a jogosulthoz intézett jognyilatkozattal a tartozásába beszámítja.

## A már nem hatályos 1959. évi törvényben
A beszámításra a korábbi Polgári Törvénykönyv (1959. évi IV. törvény) XXIV. fejezetében a 296 - 297. §§ rendelkezései voltak az irányadók.